# ديعم (مذيخرة)

تعديل مصدري - تعديل

ديعم محلة تابعة لقرية راوات، التابعة لعزلة الاشعوب بمديرية مذيخرة إحدى مديريات محافظة إب في الجمهورية اليمنية.، بلغ تعداد سكانها 69 حسب تعداد اليمن لعام 2004.